# Rue Saint-Paul (Montréal)
Pour les articles homonymes, voir Rue Saint-Paul et Saint-Paul.
La rue Saint-Paul est une voie de circulation de Montréal.

## Situation et accès
Cette rue, qui est l'une des premières et l'une des principales du Vieux-Montréal, est parallèle à la rue Notre-Dame (d'orientation est-ouest). Elle est toutefois plus étroite, suit le contour du fleuve Saint-Laurent et s'étend de la rue Montfort, à l'ouest, à la rue Berri, à l'est. Elle est séparée en deux par le boulevard Saint-Laurent.

## Origine du nom
Cette rue évoque l'apôtre Paul, saint patron de Paul de Chomedey de Maisonneuve, premier gouverneur de Montréal. 

## Historique

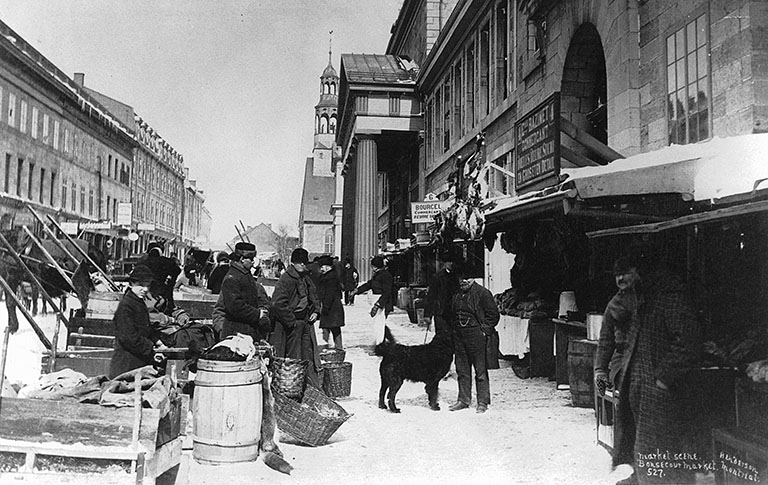
Les étals du marché Bonsecours, rue Saint-Paul, vers 1870

Le Séminaire de Saint-Sulpice crée officiellement la rue Saint-Paul en 1673 selon un plan d’ensemble fait par Dollier de Casson en 1672, en utilisant le chemin qui bordait déjà la lisière nord de la commune. Nommée « rue Saint-Paul », elle sera prolongée vers l'est et vers l'ouest pour rejoindre les chemins des faubourgs Sainte-Marie et des Récollets. D'une largeur de 24 pieds français (7,8 mètres) à l'origine, plusieurs portions de la rue Saint-Paul seront élargies pour faciliter la circulation. 
Contrairement aux rues bien droites qu'avait tirées Dollier de Casson en 1672, la rue Saint-Paul est un peu sinueuse. Centrée sur la place Royale, place de marché jusqu'en 1803, la rue Saint-Paul sera pendant longtemps la rue commerciale la plus importante de la ville. On y retrouve aussi des bâtiments de prestige tels que le palais de l'intendance (1698) et le château de Vaudreuil (1724). Au XIXe siècle, le Vieux-Montréal devient le berceau de la presse montréalaise. La rue Saint-Paul abrite une multitude de journaux de langue française et anglaise; on y imprime une douzaine de journaux politiques et littéraires. À cette époque, la rue est toujours très animée tant le jour que le soir. Elle est bordée de boutiques et elle est la première à profiter de l'éclairage à l'huile.

## Bâtiments remarquables et lieux de mémoire
Sur la rue Saint-Paul, on y trouve :
- Chapelle Notre-Dame-de-Bon-Secours
- Marché Bonsecours
- Place Jacques-Cartier
- Ancienne-Douane
- Galeries et boutiques

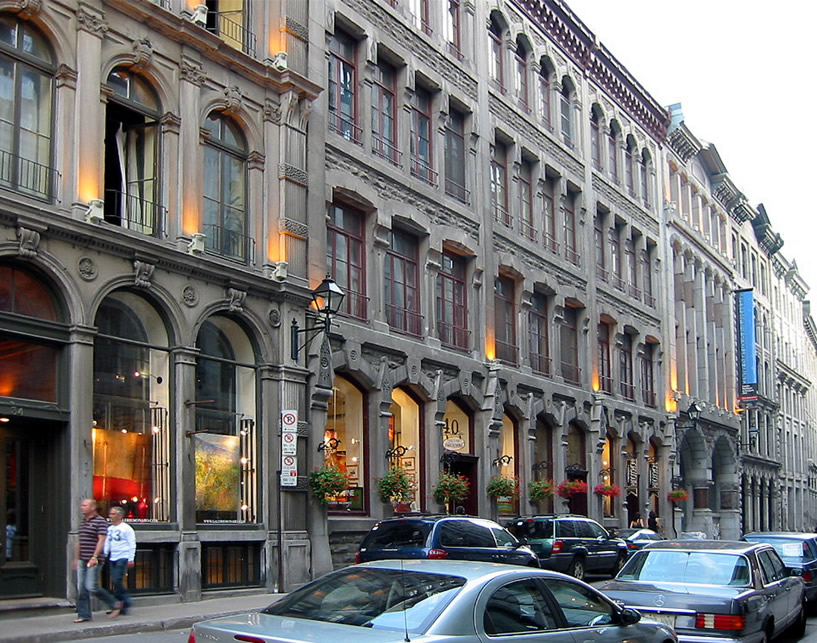
Façades d'édifices.
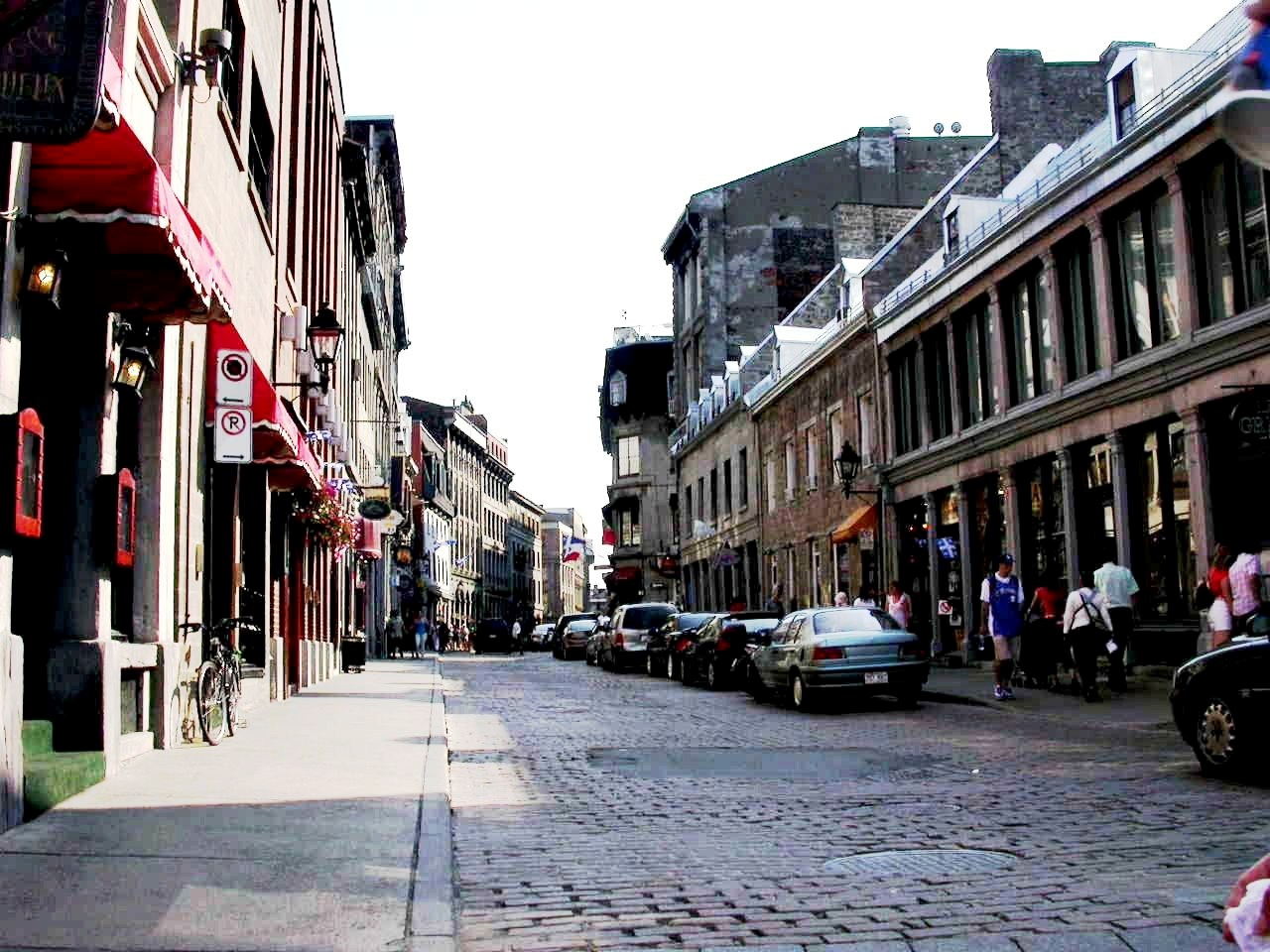
Rue en pavés.
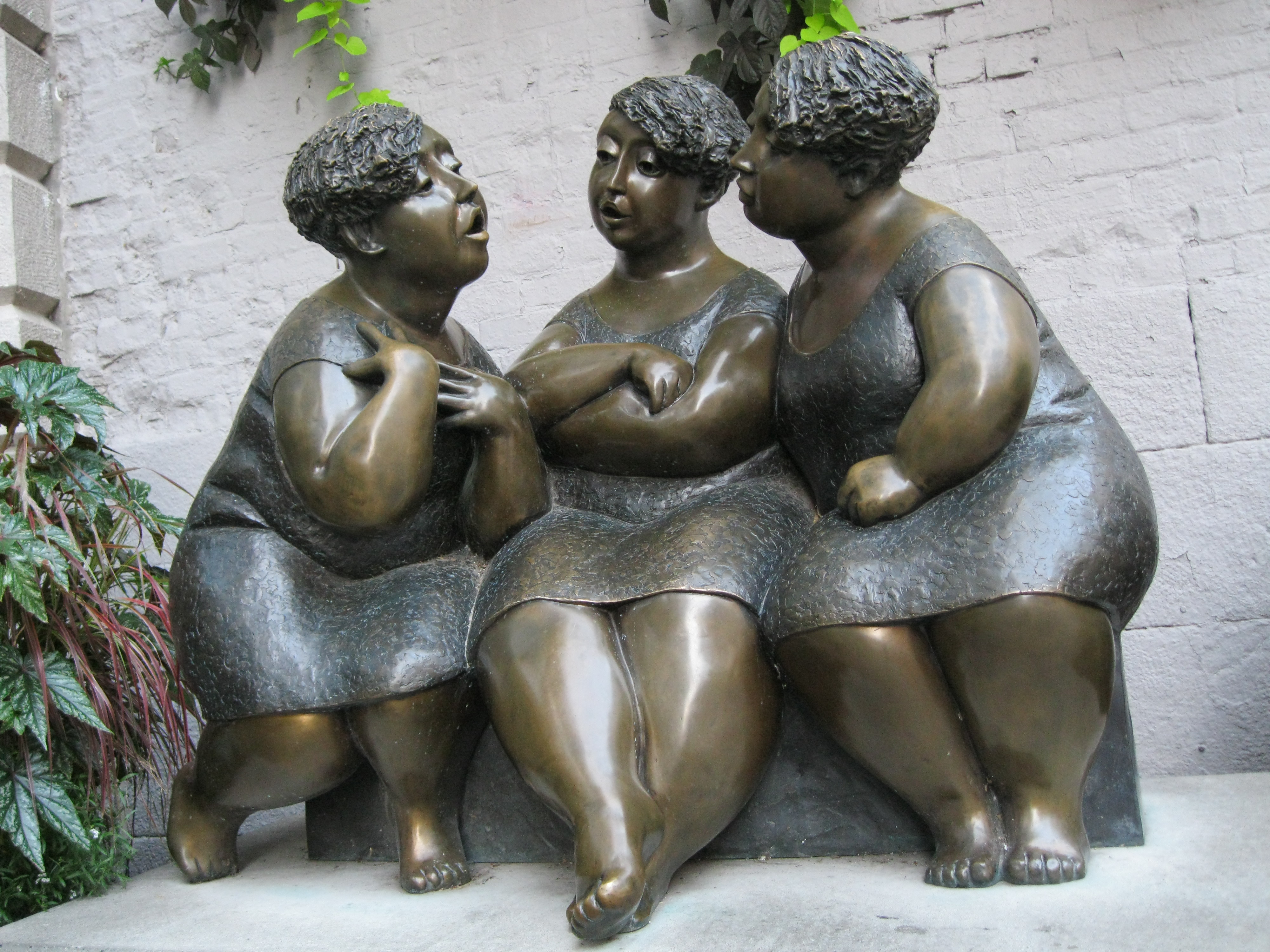
Les Chuchoteuses, bronze de Rose-Aimée Bélanger.
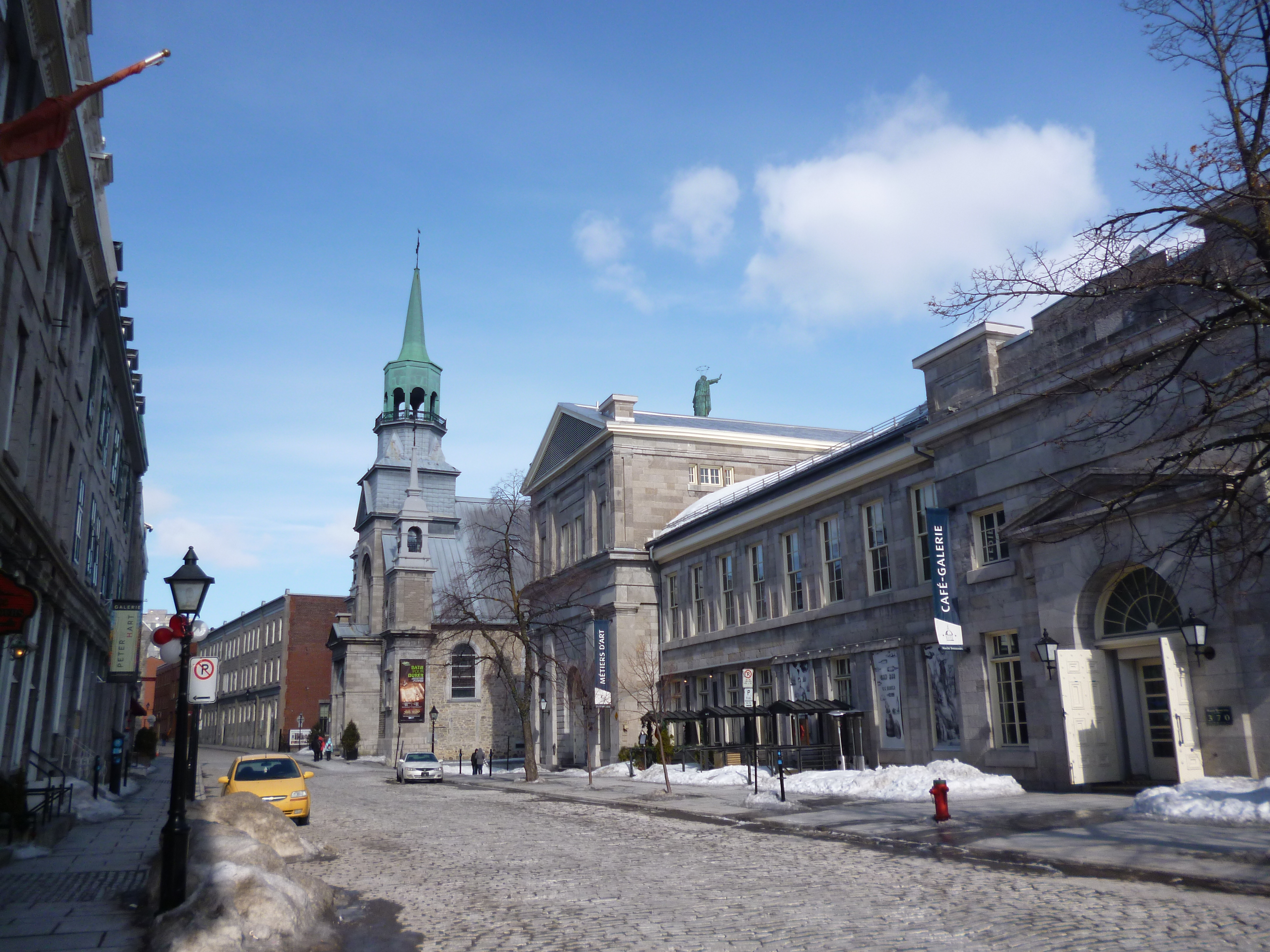
La rue avec la chapelle en arrière-plan.

### Lieux patrimoniaux
| [ 5 ] | Lieu patrimonial                | Illustration                    | Adresse                      | Coordonnées         | No    | Constr. | Prot.     | Rec.           | Notes |
| ----- | ------------------------------- | ------------------------------- | ---------------------------- | ------------------- | ----- | ------- | --------- | -------------- | ----- |
| P     | Entrepôt Pierre-Del Vecchio     | Entrepôt Pierre-Del Vecchio     | 183, rue Saint-Paul Est      | 45.50739 -73.55278  | 13156 |         | MH classé | 28 juin 1972   | [ 7 ] |
| P     | Maison à l'Enseigne-du-Patriote | Maison à l'Enseigne-du-Patriote | 165 à 169 rue Saint-Paul Est | 45.50722 -73.555281 | 7040  |         | MH classé | 16 mars 1965   | [ 7 ] |
| P     | Maison de La Minerve            | Maison de La Minerve            | 161-163, rue Saint-Paul Est  | 45.50714 -73.55289  | 7031  |         | MH classé | 8 janvier 1964 | [ 7 ] |
| P     | Maison Hubert-Paré              | Maison Hubert-Paré              | 273-277, rue Saint-Paul Est  | 45.50814 -73.55236  | 8310  |         | MH classé | 4 juin 1969    | [ 7 ] |